# Нафтозбірник
Нафтозбірник (рос. нефтесборник; англ. oil gathering tank, crude oil collector, нім. Ölsammelbehälter m) – вертикальна або горизонтальна споруда для нагромадження нафти.
Дотичний термін:
НАФТОЗБІР,(рос. нефтесбор; англ. oil gathering; нім. Erdölentnahme f) – збирання нафти із свердловин, твердих і водних поверхонь.

## Різновиди

### НАФТОЗБІРНИК ПЛАВАЮЧИЙ
НАФТОЗБІРНИК ПЛАВАЮЧИЙ, (рос. нефтесборщик плавающий; англ. floating oil gathering tanker, нім. Schwimmer m, Schwimmerdölsammler m) – судно або спеціальний плаваючий пристрій для збирання плівки нафти і нафтопродуктів з поверхні води. Н.п. за місцем застосування підрозділяють на річкові і морські, за способом пересування – на самохідні і не-самохідні (буксирувані або встановлювані на якір), за типами – переливні, зливні, поплавково-всмоктувальні, вихрові, з рухомим збиральним елементом (стрічковим, барабанним та ін.), буксирувані нагрібально-збиральні, насосно-відкачувальні, за принципом дії – гравітаційні, всмоктувальні, відсмоктувальні з поверхні води, з підійманням нафти на рухомій поверхні збірника, з нагрібанням нафти на певні ділянки, із збиранням сітками сорбенту та ін. Існуючі способи очищення водної поверхні від нафтозабруднень орієнтовані в основному на ліквідацію аварійних розливів нафти. Для ліквідації експлуатаційних розливів, внаслідок чого велика частина забрудненої водної поверхні покрита тонкою (50-10 мк) і райдужною (менше за 0,1 мк) плівками нафти, пром. технології знаходяться на стадії розробки (наприклад, лазерна технологія). 